# Acanthodelta violascens
Acanthodelta violascens är en fjärilsart som beskrevs av George Francis Hampson 1918. Acanthodelta violascens ingår i släktet Acanthodelta och familjen nattflyn. Inga underarter finns listade i Catalogue of Life.